# Parada km 87
Parada km 87 era una estación ferroviaria ubicada en la localidad de San Carlos Centro, en el departamento Las Colonias, provincia de Santa Fe, Argentina.

## Servicios
La estación correspondía al Ferrocarril General Bartolomé Mitre de la red ferroviaria argentina.
Fue clausurada en 1962 a causa del Plan Larkin. El edificio y la traza fueron desmanteladas en el paso por la ciudad. La estación se encontraba próxima a la Ruta Provincial 6; en su lugar se halla la Plazoleta Los Colonizadores.